# Lalkowy

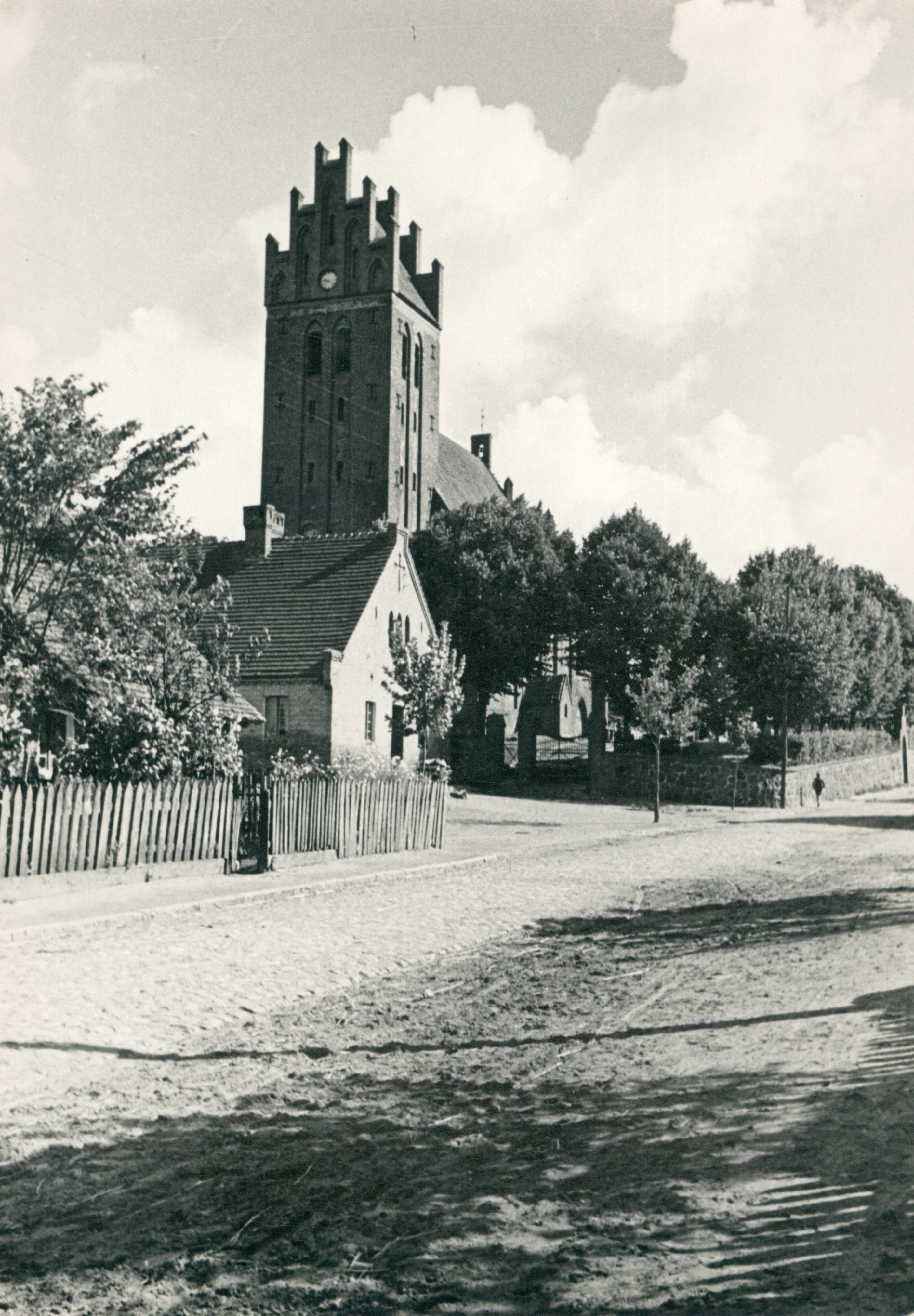
Kościół św. Barbary i centrum miejscowości w latach 30. XX w.

Lalkowy – wieś kociewska w Polsce położona w województwie pomorskim, w powiecie starogardzkim, w gminie Smętowo Graniczne. Miejscowość leży przy linii kolejowej nr 131 Chorzów Batory – Tczew. W latach 1975–1998 miejscowość administracyjnie należała do województwa gdańskiego.

## Historia wsi
Około 1190 r. wieś podlegała księciu starogardzko-świeckiemu Grzymisławowi. W dokumencie z XIII w. wspomniana jest wieś Lelkow, Lelikow w składzie tzw. ziemi wąskiej, czyli gniewskiej. W latach 1220–1278 podporządkowana była kasztelanowi świeckiemu. Pod koniec XIII w. przeszła pod panowanie Krzyżaków. W tych czasach przyłączona była do komturii starostwa grudziądzkiego. W 1454 r. wielki mistrz Ludwig von Erlichshausen zapisał osobnym przywilejem na własność wieś Lelekow Arnoldowi z Mortąg. W XVI w. Lalkowy stanowiły własność królewską przynależną do starostwa grudziądzkiego. Dobra te były wówczas w rękach rodu Kostków. Pod względem sądowym, skarbowym i sejmikowym należały do powiatu nowskiego. 
Od końca XVII i w XVIII wieku dobra Lalkowy były własnością rodziny Czapskich, mieszkającej na zamku w pobliskiej Rynkówce. W XIX w. majątek prawdopodobnie okresowo był w rękach żydowskich. W latach 80. XIX wieku dziedzicem był Herman Conrad z Frący. Za jego czasów we wsi czynna była gorzelnia i młyn parowy. Do dziś w centralnym punkcie wsi znajduje się prawie stuletnia, obecnie nieczynna kuźnia.

## Zabytki
Według rejestru zabytków NID na listę zabytków wpisane są:
- kościół parafialny pw. św. Barbary, 2 poł. XIV, 1863-66, nr rej.: A-300 z 6.08.1962[6]
- cmentarz przy kościele, XV, nr rej.: A-300 z 7.03.2016
- ogrodzenie murowane z furtkami, XIX, nr rej.: j.w.

Najstarsze zabytki z terenu wsi i okolic pochodzą z epoki neolitu. Stanowią je toporki neolityczne, datowane na lata 4500 p.n.e. W kronice szkolnej we Frący 5 lutego 1960 r. kierowniczka szkoły Irena Oelberg podaje informację, że w 1952 r. pod Lalkowami odkryto cmentarzysko, w którym znaleziono grób skrzynkowy zawierający 8 popielnic ze spalonymi kośćmi ludzkimi. Urny zostały zabrane do muzeum w Gdańsku. Odkryte wówczas groby skrzynkowe zawierały zachowane w bardzo dobrym stanie urny popielnicowe o ornamentacji geometrycznej, tzw. żalniki (od słowa żałować), pochodzące z lat 700-400 p.n.e. Niektóre w górnej ich części posiadały stylizowane wyobrażenie twarzy ludzkiej. Zwyczaje te, charakterystyczne dla kultury wschodniopomorskiej, zwanej też kulturą grobów skrzynkowych lub kulturą urn twarzowych, stanowią jedną z wielu faz rozwoju kultury łużyckiej, która na wschodnim Pomorzu pojawiła się w VI-III w. p.n.e. Ludność tej kultury chowała swoich zmarłych w grobach w formie skrzyń z płyt kamiennych lub wzniesionych z głazów. Do skrzyń wkładano popielnice i wiele innych naczyń. Zdobienia urn i naczyń związane są z kultem sił przyrody, zwierząt, a także i samych zmarłych. Z reguły były to groby rodzinne.
Konieczność budowy świątyni zaistniała wówczas, kiedy po zmianach administracyjnych Pieniążkowo przypadło biskupiej stolicy włocławskiej, a więc przed rokiem 1292. Decyzją książąt pomorskich wyłączona została wtedy z parafii pieniążkowskiej parafia Lalkowy. Po raz pierwszy wspomina ją się jednak, jako Lalekow, dopiero pod datą 1398 r. w wykazie danin rzymskich. Pod koniec wieku XIV zbudowany został kościół z czerwonej cegły, posiadający cechy charakterystyczne dla stylu gotyckiego, prawdopodobnie w zamian lub na miejscu wcześniejszego drewnianego. Rozwijająca się pod koniec XIII w. W Europie Zachodniej forma architektury ceglanej za pośrednictwem niderlandzkich kolonistów i kupców hanzeatyckich trafiła także na Pomorze, będąc wzorem dla jednonawowych wiejskich kościołów parafialnych. Ustawiony na usypanym wzniesieniu w centralnym punkcie wsi lalkowski kościół ma kształt prostokąta z wydzielonym prezbiterium. Wieża w kształcie kwadratu z dwoma szczytowymi schodkami, nakryta dachem siodłowym odbudowana została po wielkim pożarze z 1862 roku podobnie jak wewnętrzne drewniane stropy. Całość otacza gruby mur z kamienia i cegły, który zapobiega osuwaniu się usypanej ziemi. Znajduje się w nim unikatowa brama kuta z datą. We wnęce nad bramą znajdowała się rzeźba Św. Nepomucena, która ze względu na dużą wartość historyczną została przeniesiona do Muzeum Diecezjalnego w Pelplinie i zastąpiona figurą gipsową.
Po raz pierwszy świątynię konsekrowano w 1409 r. Po pożarze z 19 V 1862 r. w latach 1863-66 kościół został odbudowany i powtórnie konsekrowany przez ks. sufragana Joschkego w dniu 11 XI 1868 r. We wnętrzu kościoła znajduje się wiele unikatowych i zabytkowych eksponatów (płaskorzeźba Św. Jerzego z XVI w., Matka Boska na tle orłów w koronie nad Lalkowami z 1917 r.). Ze względu na bezpieczeństwo zabytków większość przeniesiono do Muzeum Diecezjalnego w Pelplinie. Górujący nad okolicą kościół (podobnie jak kościół w Kościelnej Jani) stanowił dobry punkt orientacyjny. Tutaj zbierało się pospolite ruszenie i udająca się na sejmiki do Starogardu lub Grudziądza okoliczna szlachta. Do dziś na murach kościoła odczytać można łacińskie inskrypcje imion wyrytych przez dawnych wojów oraz daty. O datach dawnych misji informuje nas również przykościelny drewniany krzyż misyjny.
Jednym z najcenniejszych zabytków literackich okresu zaborów na Kociewiu jest zawierający 101 pieśni ludowych świecki śpiewnik opracowany na przełomie XIX i XX w. i przeznaczony dla towarzystw ludowych w Prusach Zachodnich, autorstwa proboszcza Leona Kurowskiego z Lalków (potem proboszcza w Gniewie, zamordowanego przez hitlerowców w 1939 r. w Szpęgawsku) oraz dziekana i proboszcza z Pieniążkowa ks. Antoniego Wolszlegiera.
W 2012 zrealizowano przebudowę dawnej kuźni w Lalkowach na Centrum Kultury Kociewskiej.